# Tailspin Tommy in the Great Air Mystery
Tailspin Tommy in the Great Air Mystery é um seriado estadunidense de 1935, gênero aventura, dirigido por Ray Taylor, em 12 capítulos, estrelado por Clark Williams, Jean Rogers, Noah Beery, Jr, e Delphine Drew. O seriado foi produzido e distribuído pela Universal Pictures, e veiculou nos cinemas estadunidenses a partir de 5 de março de 1935.
Baseado nas histórias em quadrinhos Taispim Tommy, de Hal Forrest, foi o 96º entre os 137 seriados da Universal, e o 28º sonoro. Foi uma seqüência do seriado Tailspin Tommy, de 1934, também da Universal Pictures.

## Sinopse
Tailspin Tommy e seus colegas pilotos enfrentam vulcões, escudos antiaéreos e bombas, lutando contra empresários corruptos que possuem um plano para roubar um ilha com reservas de petróleo.

## Elenco
- Clark Williams … "Tailspin" Tommy Tompkins
- Jean Rogers … Betty Lou Barnes
- Delphine Drew … Inez Casmetto
- Noah Beery, Jr. … Skeeter Milligan
- Bryant Washburn … Ned Curtis, tio de Betty
- Pat J. O'Brien … Milt Howe, um misterioso piloto mascarado conhecido como The Eagle e El Condor
- Herbert Heywood … Manuel Casmetto
- Matthew Betz … Horace Raymore
- Paul Ellis … Enrico Garcia, secretário de Don Casmetto
- Harry Worth … Don Alvarado Casmetto
- Manuel López .. Gomez
- Charles A. Browne … Paul Smith
- James P. Burtis … Bill McGuire, um repórter
- Frank Mayo … o capitão do dirigível
- Frank Clarke … piloto conhecido como "Air Ace Frank Clark"
- William Desmond ... Burke (não-creditado)

## Recepção crítica
Tailspin Tommy in the Great Air Mystery é considerado uma melhoria mediante o seriado anterior sobre o personagem, Tailspin Tommy, de 1934.

## Capítulos
1. Wreck of the Dirigible
2. The Roaring Fire God
3. Hurled from the Skies
4. A Bolt from the Blue
5. The Torrent
6. Flying Death
7. The Crash in the Clouds
8. Wings of Disaster
9. Crossed and Double Crossed
10. The Dungeon of Doom
11. Desperate Changes
12. The Last Stand

Fonte: